# تصميم لأجل التميز
التصميم من أجل التميز (DFX)

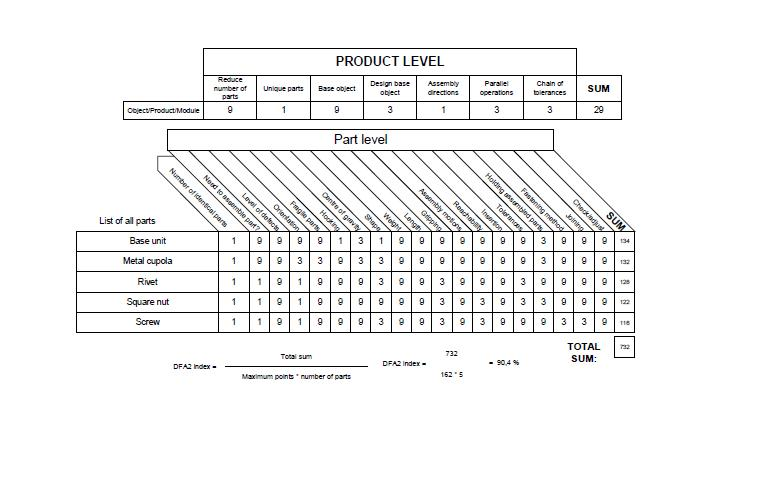
مثال على احد التصميمات

هي المصطلحات والتوسعات المستخدمة بالتبادل في الأدبيات الحالية،، حيث يكون X في يالتصمم لـ X متغيرًا يمكن أن يكون له واحد من العديد من المتغيرات ممكنة القيم،
في العديد من المجالات على سبيل المثال: التكامل واسع النطاق (VLSI) والإلكترونيات النانوية، وقد تمثل X العديد من السمات أو الميزات بما في ذلك قابلية التصنيع، أو الطاقة، أو التباين، أو التكلفة، أو العائد،
أو الموثوقية، وقد أدى هذا إلى ظهور شروط التصميم الخاصة بقابلية التصنيع (DFM)، والتصميم للفحص (DFI)، والتصميم من أجل التباين (DfV)، والتصميم مقابل التكلفة (DfC).
وبالمثل قد تربط التخصصات الأخرى سمات أو أهدافًا أخرى لـ X.
تحت تصميم الملصق الخاص بـ X تم تلخيص مجموعة واسعة من إرشادات التصميم المحددة. يعالج كل مبدأ توجيهي للتصميم مشكلة معينة ناجمة عن سمات المنتج أو يؤثر عليها. وتقترح إرشادات التصميم عادةً نهجًا وطرقًا مقابل المساعدة في توليد المعرفة التقنية وتطبيقها للتحكم في سمات معينة للمنتج أو تحسينها أو حتى ابتكارها. ومن وجهة نظر القائمة على المعرفة؛ يمكن أن يمثل دليل التصميم شكلاً واضحًا من المعرفة يحتوي على معلومات حول معرفة وكيفية التوثيق.
انظر إلى: (المعرفة الإجرائية).
ومع ذلك هناك مشكلتان سائدتان وهما:
أولاً: تم تحويل هذه المعرفة الصريحة أي: (إرشادات التصميم) إلى شكل ضمني من المعرفة (أي من قبل المهندسين ذوي الخبرة أو غيرهم من المتخصصين)، وبالتالي لا يمكن منح الطالب الجديد أو أي شخص خارج نطاق الموضوع أن يفهم هذه المعرفة الصريحة التي تم إنشاؤها، لأنه لا يزال يحتوي على أجزاء مضمنة من المعرفة أو يتضمن على التوالي افتراضات غير واضحة، وتسمى أيضًا تبعية السياق.
انظر على سبيل المثال (دوز وسانتوس، 1997: 16-18).
ثانيًا: من المرجح أن تتجاوز سمات المنتج القاعدة المعرفية لإنسان واحد. وتوجد في مجموعة واسعة من المجالات الهندسية المتخصصة، وسيتطلب ولنظر في دورة الحياة الكاملة للمنتج سيتطلب خبرة غير هندسية.
لهذا الغرض سوف يتم سرد أمثلة على إرشادات التصميم في ما يلي.

## القواعد والمبادئ التوجيهية والمنهجيات على طول دورة حياة المنتج
تتناول منهجيات التصميم من أجل التميز (DfX) مشكلات مختلفة قد تحدث في مرحلة واحدة أو أكثر من دورة حياة المنتج:
- مرحلة التطوير
- مرحلة الإنتاج
- مرحلة الاستخدام
- مرحلة التخلص

يتم شرح كل مرحلة بفئتين من المنتجات الملموسة ثنائية التفرع لإظهار الاختلافات في تحديد أولويات قضايا التصميم في مراحل معينة من
دورة حياة المنتج:
- السلع المعمرة
- السلع الرأس مالية

لم تتم مناقشة السلع غير المعمرة التي يتم استهلاكها ماديًا عند استخدامها مثل: الشوكولاتة أو المزلقات (المشحمات)[بحاجة لمصدر].
توجد أيضًا مجموعة واسعة من التصنيفات الأخرى لأن المنتجات إما أن تكون: (أ) سلع أو (ب) خدمة أو (ج) كلاهما.انظر إلى: (OECD and Eurostat، 2005: 48).
وبالتالي يمكن للمرء أن يشير أيضًا إلى المنتج الكامل أو المنتج المعزز أو المنتج الموسع. ويتم أيضًا تجاهل إستراتيجية وحدة الأعمال الخاصة بالشركة على الرغم من أنها تؤثر بشكل كبير على تحديد الأولويات في التصميم.

### مرحلة التطوير
- قواعد التصميم
  - القواعد الأساسية لتصميم التجسيد:
  - الوضوح والبساطة والأمان (Pahl and Beitz، 1996: 205-236).
- العملية التنظيمية
  - تصميم لفترة قصيرة للتسويق (Bralla، 1996: 255-266).
- تصميم النظام واختباره والتحقق منه
  - تصميم من أجل الموثوقية (Bralla، 1996: 165–181)، المرادفات: هندسة الموثوقية (VDI4001-4010).
  - تصميم للاختبار
  - تصميم من أجل السلامة (Bralla، 1996: 195-210؛ VDI2244)، المرادفات: هندسة السلامة، تصميم الحياة الآمنة
  - تصميم من أجل الجودة (Bralla، 1996: 149–164؛ VDI2247)، المرادفات: هندسة الجودة
  - التصميم ضد أضرار التآكل (Pahl and Beitz 1996: 294-304).
  - تصميم للحد الأدنى من المخاطر (Pahl and Beitz، 1996: 373-380).

### مرحلة عمليات الإنتاج
- قواعد التصميم
  - التصميم حسب التكلفة (Pahl and Beitz, 1996: 467–494; VDI2234; VDI 2235)، انظر إلى: التكلفة المستهدفة وهندسة القيمة
  - التصميم وفقًا للمعايير (Pahl and Beitz، 1996: 349–356)، انظر إلى: الأجزاء القابلة للتبديل، ونمطية المنتج، وبنية المنتج، ومنصة المنتج
- موجهات التصميم
  - تصميم للتجميع (Bralla، 1996: 127-136)، (Pahl and Beitz، 1996: 340-349).
  - تصميم التفتيش (هيتشنز كارل (2014) دليل المقاييس الهندسية).
  - تصميم لقابلية التصنيع (Bralla، 1996: 137-148)، (Pahl and Beitz، 1996: 317-340).
  - تصميم للوجستيات، تصميم للتأجيل (انظر التمايز المتأخر).
- حالات محددة
  - تصميم التجميعات الإلكترونية (برالا، 1996: 267-279).
  - تصميم للإنتاج بكميات قليلة (برالا، 1996: 280-288).

#### قواعد التصميم
يخدم التصميم حسب التكلفة والتصميم وفقًا للمعايير خفض التكلفة في عمليات الإنتاج، وفي عمليات سلسلة التوريد على التوالي، باستثناء السلع الفاخرة أو العلامات التجارية، على سبيل المثال: (كريستال سواروفسكي،
آبل، إلخ....). تعتمد معظم السلع حتى المنتجات الحصرية على خفض التكلفة إذا تم إنتاجها بكميات كبيرة. وينطبق الشيء نفسه على إستراتيجية الإنتاج الوظيفي للتخصيص الشامل من خلال واجهات التصميم الهندسي الفيزيائية (أ) و(ب) من بين أجزاء أو مكونات أو تجميعات المنتج.
ويمكن تغيير معدات التصنيع وأنظمة تدفق المواد اللوجستية وبالتالي يمكن تحقيق تأثيرات تقليل التكلفة في تشغيل الأخير.

#### موجهات التصميم
- يضمن التصميم الخاص بقابلية التصنيع تصنيع الأجزاء الفردية أو المكونات التي تستند إلى تصميم متكامل في مصطلحات الهندسة الميكانيكية. وكل تقنية إنتاج لها مبادئها التوجيهية الخاصة بالتصميم والتي يجب الرجوع إليها اعتمادًا على الموقف.
- يتناول تصميم التجميع مجموعة الأجزاء أو المكونات الفردية للتجمعات الفرعية والتجمعات والوحدات النمطية والأنظمة وما إلى ذلك، والتي تستند إلى التصميم التفاضلي في مصطلحات الهندسة الميكانيكية. وتتمثل إحدى القضايا المهمة في كيفية تصميم الواجهات المضمنة داخل المنتج (الهندسة الميكانيكية، الهندسة الكهربائية). على النقيض من ذلك فإن واجهات البرامج أو واجهات البرامج الثابتة (هندسة البرمجيات، الهندسة الكهربائية) ليست مهمة لعمليات التجميع لأنها يمكن تثبيتها بسهولة في خطوة إنتاج واحدة. وتعتبر هذه الطريقة فعالة من حيث التكلفة لتمكين مجموعة واسعة من متغيرات المنتجات.
- يغطي التصميم للوجستيات القضايا على طول شركاء سلسلة التوريد (أي الشركات المستقلة قانونًا) ولكنه من خلال وسائله يرتبط ارتباطًا وثيقًا بتصميم إرشادات التجميع.
- في البحث الأكاديمي يعتبر تصميم الخدمات اللوجستية مماسًا للتحالفات الإستراتيجية وإدارة سلسلة التوريد والجزء الهندسي من تطوير المنتجات الجديدة. على سبيل المثال: جادل سانشيز وماهوني (1996) بأن نمطية المنتج كيف يتم تقسيم الأنظمة الفرعية المادية للمنتج عبر واجهات وتسمى أيضًا بنية المنتج أو النظام والنمطية التنظيمية على سبيل المثال: كيف يتم تنظيم الكيانات التنظيمية)؟ هي تعتمد على بعضها البعض.
- وجد فيكسون وآخرون في عام (2005) أن العلاقة بين بنية المنتج والهيكل التنظيمي متبادلة في سياق مشاركة المورد المبكرة أثناء تصميم النظام أو على التوالي في مرحلة المفهوم لعملية تطوير المنتج.

### مرحلة الاستخدام
- يركز على المستخدم، انظر تصميم المنتج، التصميم الصناعي
  - التصميم لسهولة الاستخدام (Bralla، 1996: 237-254)، انظر قابلية الاستخدام، بن شنايدرمان، التصميم العاطفي.
  - تصميم لبيئة العمل (Pahl and Beitz، 1996: 305-310).
  - تصميم لعلم الجمال (Pahl and Beitz، 1996: 311-316).
- ركزت على خدمات ما بعد البيع
  - تصميم للخدمة (Bralla، 1996: 182–194؛ Pahl and Beitz، 1996: 357–359)،
  - تصميم قابل للصيانة (Bralla، 1996: 182–194؛ Pahl and Beitz، 1996: 357–359؛ VDI2246).
- تصميم للإصلاح وإعادة الاستخدام وإعادة التدوير، وهو جزء أساسي من معايير جوائز التميز في التصميم الدولية.

#### مقارنة بين: السلع الاستهلاكية المعمرة والسلع الرأسمالية.
قد ترتبط إرشادات التصميم التي تركز على المستخدم بالسلع الاستهلاكية المعمرة وقد تكون إرشادات التصميم التي تركز على ما بعد البيع أكثر أهمية للسلع الرأسمالية. ومع ذلك في حالة تصميم السلع الرأسمالية لبيئة العمل.
وهناك حاجة إلى ضمان الوضوح والبساطة والسلامة بين واجهة الإنسان والآلة. والقصد من ذلك هو تجنب حوادث المتاجر وكذلك لضمان تدفق العمل بكفاءة. كما أصبح تصميم الجماليات أكثر أهمية للسلع الرأسمالية في السنوات الأخيرة. في أسواق الأعمال التجارية (B2B) عادة ما يتم طلب السلع الرأسمالية، أو على التوالي تبدأ المعاملات التجارية في المعارض التجارية الصناعية. يُفترض عمومًا أن السمات الوظيفية للسلع الرأسمالية من الناحية الفنية قد تم الوفاء بها عبر جميع المنافسين العارضين. لذلك قد يتأثر المشتري بشكل لا شعوري بجماليات السلعة الرأسمالية عندما يتعلق الأمر بقرار الشراء. بالنسبة للسلع الاستهلاكية المعمرة يعتمد جانب ما بعد البيع بشكل كبير على إستراتيجية وحدة الأعمال من حيث عروض الخدمة، وبالتالي لا يمكن صياغة البيانات بشكل عام.

### مرحلة التخلص
- تصميم من أجل البيئة (Bralla، 1996: 182–194)، انظر أيضًا تقييم دورة الحياة وتقييم التكنولوجيا والهندسة المستدامة والتصميم المستدام
- تصميم لإعادة التدوير (Pahl and Beitz، 1996: 360-372)، تصميم للتفكيك
  - التفكيك النشط
  - إعادة التصنيع
  - إعادة تدوير المعدات الكهربائية والإلكترونية - التفكيك والمعالجة (VDI2343).
  - تطوير المنتج الموجه لإعادة التدوير (VDI 2243).

## مفاهيم مماثلة في تطوير المنتج
ترتبط العديد من المفاهيم الأخرى في تطوير المنتجات وتطوير المنتجات الجديدة ارتباطًا وثيقًا:
- التصميم الهندسي: التصميم لأجل التميز
- البعد الزمني : دورة حياة المنتج، هندسة دورة حياة المنتج، إدارة دورة حياة المنتج (التي تختلف عن دورة المنتج في دراسات الأعمال والاقتصاد، انظر في المقام الأول على سبيل المثال: (فيرنون عام 1966). حيث تعتبر وحدة التحليل هنا منتجًا، أو بشكل أوضح «عنصر واحد».
- منظمة على المستوى المتوسط: الهندسة المتزامنة (الأمريكية)، والهندسة المتزامنة (البريطانية)، وعمليات تطوير المنتج المتوازية المتداخلة.
- تنظيم على المستوى الجزئي: فرق متعددة الوظائف، فرق متعددة التخصصات، إلخ....

يعد النظر إلى جميع مراحل حياة المنتج (دورة حياة المنتج "الهندسة") أمرًا ضروريًا لتصميم X، وإلا فقد يتم تحسين X بشكل جزئي، وإلا ليس له معنى. وعند السؤال عن الكفاءات المطلوبة لتحليل المواقف التي قد تحدث طوال عمر المنتج؛ يصبح من الواضح أن العديد من الوظائف الإدارية مطلوبة. أما الافتراض التاريخي هو: أن تطوير منتج جديد يتم في عملية على مستوى الأقسام (يمكن إرجاعها إلى النظرية الكلاسيكية للشركة، على سبيل المثال: (بيروقراطية ماكس ويبر أو مبادئ إدارة هنري فايول).
فمثلا قد ترتبط أنشطة تطوير المنتجات الجديدة ارتباطًا وثيقًا بإدارة معينة في الشركة. في بداية التسعينيات اكتسب مفهوم الهندسة المتزامنة شعبية كبيرة للتغلب على الاختلالات في عمليات المرحلة الإدارية. فتفترض الهندسة المتزامنة أن العديد من الأقسام يجب أن تعمل معًا بشكل وثيق لبعض أنشطة تطوير المنتجات الجديدة (انظر إلى فوجيموتو وكلارك في عام 1991). فكانت النتيجة المنطقية هي ظهور الآلية التنظيمية للفرق المتعددة الوظائف. فعلى سبيل المثال في عام 2005 وجد فيليبيني وآخرون دليلًا على أن عمليات تطوير المنتجات المتداخلة تعمل فقط على تسريع مشاريع تطوير المنتجات الجديدة إذا تم تنفيذها من قبل فريق متعدد الوظائف، والعكس صحيح.

## روابط خارجية
- ندوة DfX في ألمانيا
- مالك شركة IBM: دراسة حالة في التصميم الهندسي
- Mottonen، M. Harkonen، J. Belt، P. Haapasalo، H. and Simila، J. (2009) «العرض الإداري لتصميم التصنيع»، الإدارة الصناعية وأنظمة البيانات، المجلد. 109، رقم 6، ص. 859-872.
- نسخة محفوظة 22 يناير 2013 at Archive.is